# 牧野内翔馬
牧野内 翔馬（まきのうち しょうま、1994年11月5日 - ）は、ラグビーユニオンの選手。ジャパンラグビーリーグワンの花園近鉄ライナーズに所属している。

## 来歴
福岡県出身。父親はバレーボールVリーグのJTサンダーズ（現・広島サンダーズ）に所属していた牧野内和彦。
東福岡高校時代、高校日本代表に選ばれた。
2013年、法政大学に入る。2014年、ジュニア・ジャパンに選ばれた。2年連続でU20日本代表として、ジュニアワールドラグビートロフィー（現・ワールドラグビーU20トロフィー）に出場し、2014年は優勝に貢献。
2017年、NTTコミュニケーションズシャイニングアークスに加入。同年8月18日に行われたジャパンラグビートップリーグ第1節のリコーブラックラムズ戦にて途中出場で公式戦初出場を果たす。
2021年、宗像サニックスブルースに加入。
2022年、豊田自動織機シャトルズ愛知に加入。
2025年6月2日、豊田自動織機シャトルズ愛知退団を発表。
同年7月22日、花園近鉄ライナーズへの入団が発表された。